# Lepidopilidium theriotii
Lepidopilidium theriotii là một loài rêu trong họ Pilotrichaceae. Loài này được Naveau mô tả khoa học đầu tiên năm 1942.